# 聖克盧門站
聖克盧門站（法語：Porte de Saint-Cloud）是巴黎地鐵的一座車站。聖克盧門站開通於1923年9月28日。在1934年之前，聖克盧門站是巴黎地鐵9號線的端點車站。車站現在仍有四個月台。聖克盧門站的站名來自於這裡曾有的一座城門。

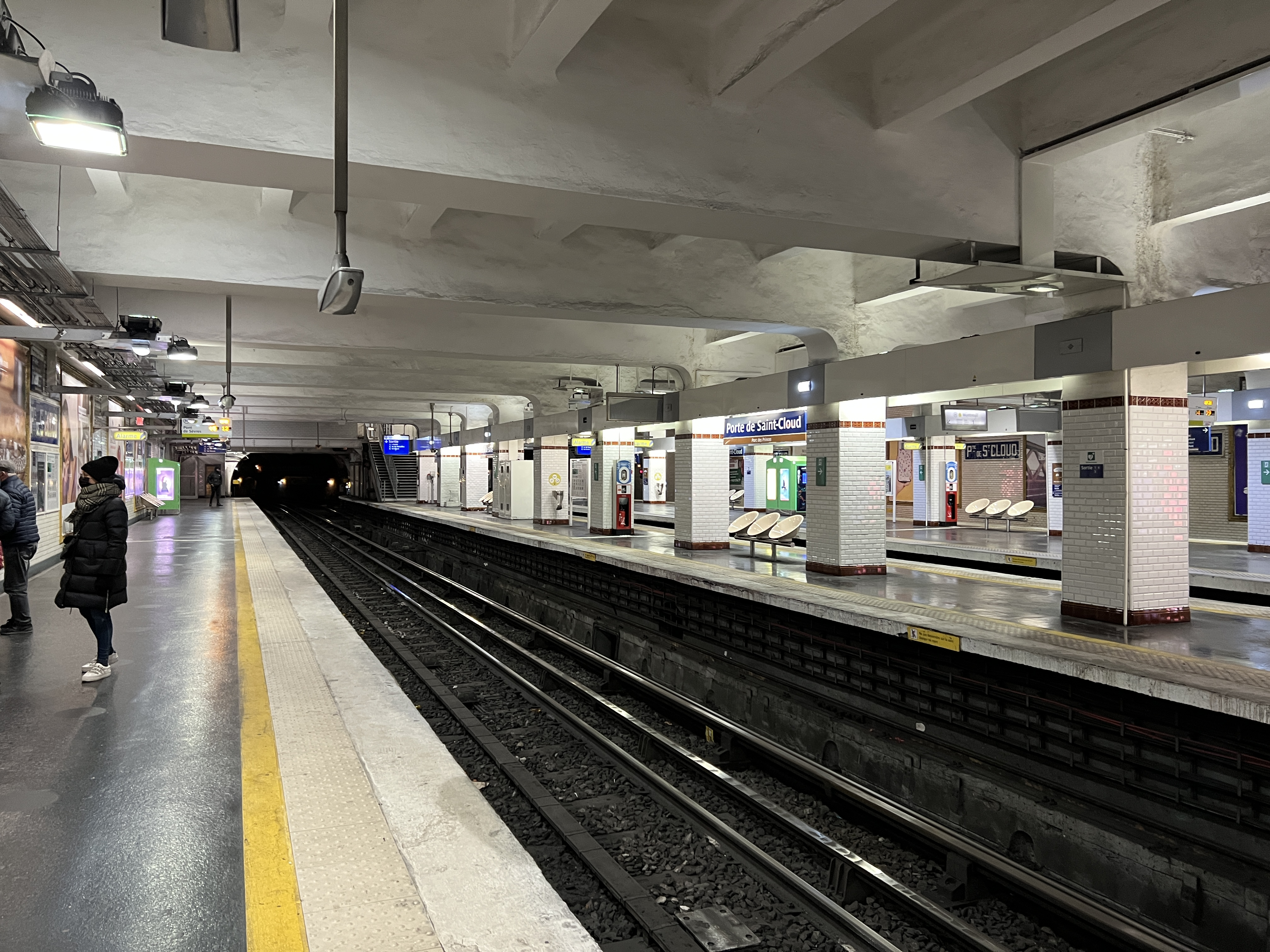
月台（2021年12月）

## 車站結構
| 街道層      |                       |                           |
| B1          | 夾層                  |                           |
| 9號線月台層 | 側式月台，右側開門    | 側式月台，右側開門        |
| 9號線月台層 | 西行                  | 往塞夫爾橋（馬塞爾·松巴） |
| 9號線月台層 | 東行                  | 往蒙特勒伊鎮（埃克賽蒙）  |
| 9號線月台層 | 島式月台，左側開門    |                           |
| 9號線月台層 | 東行                  | 往蒙特勒伊鎮（埃克賽蒙）  |
| 9號線月台層 | 島式月台，左/右側開門 |                           |
| 9號線月台層 | 東行                  | 往蒙特勒伊鎮（埃克賽蒙）  |